# 딸 또래
《LISTEN 008 딸 또래》는 대한민국의 가수 퓨어 킴의 디지털 싱글이다. 2017년 4월 8일에 발매되었다. 대한민국의 기획사 미스틱엔터테인먼트의 음악 플랫폼 LISTEN을 통해 발매되었다.

## 트랙 리스트
| #  | 제목        | 작사    | 작곡     | 편곡     | 재생 시간 |
| -- | ----------- | ------- | -------- | -------- | --------- |
| 1. | 〈딸 또래〉 | 퓨어 킴 | 포스티노 | 포스티노 | 3:26      |